# HD 104985 b
Meztli
Pour l’article homonyme, voir Meztli.
HD 104985 b, aussi nommée Meztli, est une planète extrasolaire (exoplanète) en orbite autour de l'étoile HD 104985 (Tonatiuh), géante jaune située à environ 317 années-lumière dans la constellation boréale de la Girafe.

## Découverte et désignation
HD 104985 b a été découverte en 2003.
La planète et son étoile hôte font partie des systèmes planétaires sélectionnés par l'Union astronomique internationale pour le processus public destiné à donner des noms propres aux exoplanètes et à leurs étoiles hôtes (si ces dernières n'en ont pas déjà un),. Le processus impliquait le public dans la nomination et le vote des nouveaux noms. Le 15 décembre 2015, l'UAI annonça que les noms vainqueurs pour ce système sont Meztli (nom aztèque de la déesse de la lune) pour la planète et Tonatiuh pour son étoile.

## Orbite et rotation
La planète se situe à environ 317 années-lumière de la Terre et se trouve à 0,78 unité astronomique de son étoile dont elle fait le tour en 198 jours,.

## Caractéristiques physiques
La planète a une masse équivalente à 6,33 fois celle de Jupiter, ce qui la place dans la catégorie des planètes géantes gazeuses,.